# Astroceras pergamenum
Astroceras pergamenum är en ormstjärneart som beskrevs av George Richard Lyman 1879. Astroceras pergamenum ingår i släktet Astroceras och familjen Euryalidae. Inga underarter finns listade i Catalogue of Life.